# Liste der Baudenkmäler in Fliesteden
Die Liste der Baudenkmäler in Fliesteden enthält die denkmalgeschützten Bauwerke auf dem Gebiet von Bergheim-Fliesteden in Nordrhein-Westfalen (Stand: April 2010). Diese Baudenkmäler sind in der Denkmalliste der Stadt Bergheim eingetragen; Grundlage für die Aufnahme ist das Denkmalschutzgesetz Nordrhein-Westfalen (DSchG NRW).

| Bild           | Bezeichnung                                                                 | Lage                           | Beschreibung | Bauzeit                        | Denkmal- nummer | Eintragung Aktenzeichen |
| -------------- | --------------------------------------------------------------------------- | ------------------------------ | --- | ------------------------------ | --------------- | ----------------------- |
| Wegekreuz      | Wegekreuz                                                                   | Am alten Fließ/Ecke L 187 Lage | Etwa 4,5 m hoch, Material Sandstein, farbig gefasst, gestufter Sockel mit Inschrift, Aufsatz mit Blendgiebeln und spitzbogiger Nische, davor Sakramentskonsole, als Abschluss Kruzifix mit Metallkorpus; nur teilweise leserliche inschriftliche Datierung, wahrscheinlich 1866. | 2. Hälfte des 19. Jahrhunderts | 166             | 1. Feb. 1994 AZ: 251    |
| weitere Bilder |                                                                             | Am alten Fließ 6 Lage          | Hofanlage 1886 inschriftlich datiert; großer, repräsentativer Vierkanthof aus Backstein in Einzellage, Straßenfassade symmetrisch gegliedert durch das in der Mitte liegende, 2-geschossige Wohnhaus mit Walmdach, beidseitig flankiert von 1-geschossigen Wirtschaftstrakten gleicher Länge, ebenfalls mit abgewalmten Dächern; Wohnhaus 5-achsig mit hohem, abgesetztem Sockel, in dem die Kellerfenster frei liegen | 1886                           | 212             | 19. Okt. 1995 AZ: 252   |
| weitere Bilder |                                                                             | Am Platz 1 Lage                | Großer, repräsentativer, steinsichtig belassener Backstein-Vierkanthof in Einzellage. | 1845                           | 261             | 25. Mai 2009 AZ: 253    |
| weitere Bilder |                                                                             | Am alten Fließ 18 Lage         | Evtl. mit älterem Kern, kleines, landwirtschaftliches Anwesen, Backstein, 1-geschossiges Wohnhaus, giebelständig zur Straße in Ecklage; mit 1-seitig weitem Dachüberstand, stichbogigen Fenstern mit Werksteinsohlbänken, abgesetztem, verputztem Sockel; 1-seitig anschließender Backsteinwirtschaftstrakt mit korbbogiger Durchfahrt, an dem daneben liegenden Fachwerkwirtschaftsgebäude Gefache ausgeziegelt. | Ende des 19. Jahrhunderts      | 213             | 19. Okt. 1995 AZ: 255   |
| weitere Bilder |                                                                             | Am alten Fließ 55 Lage         | Landwirtschaftliches Anwesen mit beidseitiger Anschlussbebauung, Wohnhaus traufständig zur Straße an einer Seite des Gevierts liegend, 2-geschossig, Backstein; Fassade symmetrisch gegliedert durch 5 Achsen, Gebäudemitte betont durch den Eingang mit originalem Türblatt; Fassade mit Absetzungen in rotem und gelbem Ziegelmaterial, dieses im Bereich der Ecklisenen, des Geschosstrennungsgesims, an der Traufzone und an den Stürzen der stichbogigen Fenster. | 1855                           | 176             | 20. Juni 1994 AZ: 256   |
| weitere Bilder |                                                                             | Am alten Fließ 59 Lage         | Das Objekt wurde im 18. Jh. Errichtet, Vierkanthof, Wohnhaus 1-geschossig, Fachwerk, Ecklage, giebelständig zur Straße, mit massivem verputztem und abgesetztem Sockel, der straßenseitige Giebel aufwendig gestaltet durch den durch Verstrebungen und Knaggen abgestützten, weiten Dachüberstand, Knaggen profiliert, ebenso die hölzernen Verstrebungen, Fenster hochrechteckig mit Holzgewände, Ständerwandbauweise mit Hochrähmzimmerung. | 18. Jahrhundert                | 180             | 18. Juli 1994 AZ: 57    |
| weitere Bilder | Jüdischer Friedhof                                                          | Lage                           | Der Jüdische Friedhof Fliesteden liegt in einem kleinen Waldstück außerhalb der Ortschaft auf dem Flur „Am Büschchen“. Das genaue Alter des Friedhofes ist nicht zu ermitteln. Engelbert Scheiffarth, Verfasser heimatkundlicher Schriften, u. a. Die Herrlichkeit Fliesteden, datiert den Friedhof ins 17. Jahrhundert. Heute befinden sich dort noch einige Grabmäler des 19. und 20. Jahrhunderts. |                                | 43              | 14. Juli 1989 AZ: 102   |
| weitere Bilder |                                                                             | Am Platz 3 Lage                | Kleines, landwirtschaftliches Anwesen, Wohnhaus 1-geschossig, Fachwerk mit einem seitlichen, 2-geschossigen Backsteinerweiterungstrakt, traufständig zur Straße, an einer Seite des Gevierts liegend | 18. Jahrhundert                | 217             | 5. Jan. 1996 AZ: 258    |
| weitere Bilder | Die Burg Fliesteden – Oberburg –                                            | Am Platz 4 Lage                | Die Burg Fliesteden – Oberburg – ist urkundlich erstmals 1292 als Sitz der Herren Wickrath genannt und befand sich bis 1800 im Besitz verschiedener rheinischer Adelsgeschlechter. 1384–1568 v. Merode um 1600–1747 v. Grass zu Fliesteden nach 1800 Fam. Simons. Das Wohnhaus der Hofanlage ist ein zweistöckiger Backsteinbau von fünf Achsen mit Kreisöffnungen im Drempel und einem Walmdach. | 1840                           | 22              | 29. Apr. 1988 AZ: 62    |
| weitere Bilder | Kirchhof Fliesteden                                                         | Lage                           | Kirchhof an der kath. Pfarrkirche. An der Pfarrkirche 1, Bergheim-Fliesteden |                                | 220             | 20. Feb. 1996 AZ: 266   |
| weitere Bilder | Ehemalige Schule                                                            | An der Pfarrkirche 7 Lage      | Bei dem Gebäude handelt es sich um ein gut erhaltenes, 2-geschossiges Backsteinschulgebäude aus der Zeit um 1880. | 1880                           | 48              | 11. Okt. 1989 AZ: 110   |
| weitere Bilder | Katholische Pfarrkirche St. Simeon Fliesteden inkl. historische Ausstattung | Lage                           | |                                | 187             | 27. Dez. 1994 AZ: 165   |
| weitere Bilder | Unterburg                                                                   | Jennerstraße 1 Lage            | Das Gebäude Frentzenhof (sog. Unterburg, Kitzburg) wird erstmals 1250 als Sitz der Ritter von Stommel erwähnt. Das Wohnhaus ist ein stattlicher zweistöckiger Putzbau um 1760 erbaut, von vier und drei Achsen mit gewalmten Mansarddach. Über dem wertvollen barocken Eingang befindet sich eine Wappenkartusche mit drei verschlungenen Fischen unter Fünfzackenkrone. In der Literatur (Ohm/Verbeek, Die Denkmäler des Rheinlandes, Kreis Bergheim, Bd. 2, Seite 54) wird erwähnt, dass im Inneren des Hauses die Treppe des 18. Jahrhunderts mit durchbrochenem Gitter bewahrt wurde. |                                | 23              | 9. Mai 1988 AZ: 60      |
|                |                                                                             | Jennerstraße 3 Lage            | 2-geschossiges Backsteinwohnhaus, traufständig zur Straße liegend, mit straßenseitig abgesetztem, verputztem Sockel, darin beidseitig des Einganges die Kellerfenster freiliegend; rückwärtig Anbau unter abgeschlepptem Dach mit zusätzlichem Eingang, Straßenfassade durch 5 Achsen symmetrisch gegliedert, Gebäudemitte durch den weit eingezogenen, stichbogigen Eingang mit originalem Türblatt betont, die Fenster einfach eingeschnitten, stichbogig, mit geschweiften Sohlbänken im Erdgeschoss und einem verbindenden Sohlbankgesims im Obergeschoss                             | Ende 19. Jahrhundert           | 184             | 7. Nov. 1994 AZ: 259    |
| weitere Bilder | Pfarrhaus                                                                   | Jennerstraße 6 Lage            | Gebäude aus Teilen unterschiedlicher Bauzeiten zusammengesetzt, der ältere Teil, ein 2-geschossiges, teilweise verputztes, teilweise mit Eternitschiefer behangenes Wohnhaus. | Mitte/Ende 19. Jahrhundert     | 216             | 5. Jan. 1996 AZ: 260    |